# William Lewis Montague

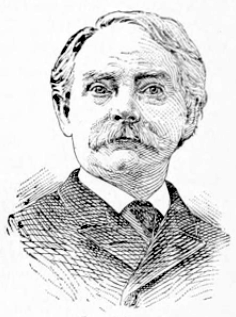
William Lewis Montague

William Lewis Montague (* 1831 in Belchertown, Massachusetts; † 1908) war ein US-amerikanischer Romanist.

## Leben und Werk
Montague studierte am Amherst College, erwarb 1858 den Mastergrad und lehrte ebenda Französisch, ab 1865 als Professor. Von 1868 bis 1891 umfasste sein Lehrgebiet Französisch, Italienisch und Spanisch, ab 1892 nur noch Italienisch.

## Werke
- A manual of Italian grammar, Amherst 1870, 2. Auflage, Boston 1874.
- Manual. Comparative grammar of the Spanish language, with an historical introduction, Boston 1873.
- An introduction to Italian literature, 1875, 2. Auflage, Boston 1879.
- (Hrsg.) Modern Italian readings in prose and poetry, Boston 1893.